# BS笑点
BS笑点（ビーエスしょうてん）は、BS日テレ（正式にはBS日本）で2003年（平成15年）10月12日から2007年（平成19年）2月17日まで毎週土曜夜に放送された寄席風の演芸バラエティ番組。日本テレビの長寿番組『笑点』の兄弟番組であり、日テレプラスの『笑点Jr.』の前身番組でもある。

## 概要
2003年（平成15年）10月12日に放送がスタート。もともとは本家『笑点』で若手大喜利を不定期で放映していたが、人気があったため、この番組で毎回若手大喜利が見られるようになった。テーマ音楽（作曲：中村八大）のアレンジと演奏はスクービードゥーが担当。
収録は横浜にぎわい座で月1回（本家『笑点』と同様1回で2週分収録する）行われている。製作著作は日テレで、BS日テレは制作協力の扱い。

### 『BS笑点』から『笑点Jr.』移転へ
2007年（平成19年）4月22日からは放送媒体をBSからCSに変えて、CS放送の日テレプラス&サイエンス（現：日テレプラス）で、『笑点Jr.』として再び日曜日に放送される。なお、2007年（平成19年）2月17日放送分が新作としての最終回、2007年（平成19年）3月31日に再放送の最終回が放送された。

## 放送時間
毎週土曜日の19:00〜19:54（2004年4月3日〜2007年3月31日）
- 以前の放送時間
  - 毎週日曜日の19:00〜20:00（2003年10月12日〜2004年1月4日）

- 放送開始当初は本家『笑点』と同じ日曜日に放送し、毎回新作を放送していたが、2004年（平成16年）4月から土曜日での放送に変わり、それ以降は新作とその再放送をそれぞれ隔週で放送することになった。

## 出演者
出演者は若手中心で、30〜40代が主体。
一部のメンバーはノックアウト方式で出演権を剥奪されると次回の大喜利に出演できないが、アシスタントとして座布団運びの手伝いをすることがあり、「こいつは凄芸!師匠と呼ばせて!!」でもその役割を果たす。
以下の表中の出演者名欄にある記号の意味は次のとおり。
- 〇：若手大喜利に引き続いて出演している出演者。
- ◎：本家『笑点』にも出演している出演者。

### 最終回時点の出演者
| ナビゲーター | ナビゲーター | ナビゲーター                    | ナビゲーター    |
| 名前 | 色紋付の色と着衣期間 | 出演期間                        | 出演回          |
| --- | --- | ------------------------------- | --------------- |
| 桂歌丸◎ | | 2003年10月12日 - 2007年2月17日  | 第1回 - 第74回  |
| | |                                 |                 |
| 司会者 | |                                 |                 |
| 名前 | 色紋付の色と着衣期間 | 出演期間                        | 出演回          |
| 春風亭昇太〇◎ | 2003年10月12日 - 2007年2月17日 2004年 - 2006年夏 | 2003年10月12日 - 2007年2月17日  | 第1回 - 第74回  |
| - 総合司会。 - 2006年10月14日（第65回）は「使ってみよう!落語ことば」の代理司会も担当。                                                                                 | |                                 |                 |
| 大喜利メンバー | |                                 |                 |
| メインメンバー | |                                 |                 |
| 名前 | 色紋付の色と着衣期間 | 出演期間                        | 出演回          |
| 三遊亭愛楽〇◎ | 2003年10月12日 - 2007年2月17日 | 2003年10月12日 - 2007年2月17日  | 第1回 - 第74回  |
| | |                                 |                 |
| 林家きくお〇 （2代目林家木久蔵） | 2003年10月12日 - 2007年2月17日 | 2003年10月12日 - 2007年2月17日  | 第1回 - 第74回  |
| | |                                 |                 |
| 5代目春風亭柳好〇 | 2003年10月12日 - 2007年2月17日 | 2003年10月12日 - 2007年2月17日  | 第1回 - 第74回  |
| | |                                 |                 |
| 五明樓玉の輔〇 | 2003年10月12日 - 2007年2月17日 | 2003年10月12日 - 2007年2月17日  | 第1回 - 第74回  |
| | |                                 |                 |
| 橘家文左衛門 | 2003年11月16日 - 2004年8月7日 2006年7月22日 - 2006年10月28日 2007年1月6日 - 2007年2月17日 2005年1月8日 - 2006年7月8日 2006年11月11日 - 2006年12月23日 | 2003年11月16日 - 2007年2月17日  | 第6回 - 第74回  |
| | |                                 |                 |
| サブメンバー | |                                 |                 |
| 名前 | 色紋付の色と着衣期間 | 出演期間                        | 出演回          |
| 三遊亭遊馬〇 | 2003年10月19日 - 2006年11月25日 | 2003年10月19日 - 2006年11月25日 | 第2回 - 第68回  |
| | |                                 |                 |
| 林家彦いち | 2003年10月26日 - 2007年2月17日 | 2003年10月26日 - 2007年2月17日  | 第3回 - 第74回  |
| | |                                 |                 |
| 三遊亭王楽 | 2003年11月2日 - 2007年2月4日 | 2003年11月16日 - 2007年2月4日   | 第4回 - 第73回  |
| | |                                 |                 |
| 立川笑志〇 （立川生志） | 2003年11月23日 - 2004年11月20日 2005年3月5日 - 2007年2月4日                                                                                           | 2003年11月23日 - 2007年2月4日   | 第7回 - 第73回  |
| | |                                 |                 |
| 春風亭栄助 （春風亭百栄） | 2005年8月6日 - 2006年11月11日 | 2005年8月6日 - 2006年11月11日   | 第41回 - 第67回 |
| - レギュラー前の2005年4月16日（第35回）に落語ゲストとして出演している。                                                                                                | |                                 |                 |
| 神田蘭 | 2006年12月23日 2007年1月20日 | 2006年12月23日 - 2007年1月20日  | 第70回 - 第72回 |
| | |                                 |                 |
| 座布団運び | |                                 |                 |
| 名前 | 色紋付の色と着衣期間 | 出演期間                        | 出演回          |
| セイラ | 2003年10月12日 - 2007年2月17日 | 2003年10月12日 - 2007年2月17日  | 第1回 - 第74回  |
| - 「大喜利」座布団運び。 - 「こいつは凄芸!師匠と呼ばせて!!」アシスタント。 - 2006年5月27日・2006年6月10日は仕事上の都合で休演。                                        | |                                 |                 |
| コーナーレギュラー | |                                 |                 |
| 名前 | 色紋付の色と着衣期間 | 出演期間                        | 出演回          |
| 林家たい平◎ | 2003年10月12日 - 2007年2月17日 | 2003年10月12日 - 2007年2月17日  | 第1回 - 第74回  |
| - 「こいつは凄芸!師匠と呼ばせて!!」メンバー。 - 「使ってみよう!落語ことば」司会。 - 2003年10月12日（第1回）から2005年8月20日（第43回）までは大喜利メンバーとして出演。 | |                                 |                 |
| 阪井あかね | | 2005年1月8日 - 2007年2月17日    | 第27回 - 第74回 |
| - 「使ってみよう!落語ことば」アシスタント - 出演開始前はナレーションとして出演していた。 - 2006年5月27日（第59回）の「こいつは凄芸!師匠と呼ばせて!!」にも出演。        | |                                 |                 |

### 過去の出演者
| 大喜利メンバー | 大喜利メンバー                | 大喜利メンバー                 | 大喜利メンバー  |
| 名前 | 色紋付の色と着衣期間          | 出演期間                       | 出演回          |
| --- | ----------------------------- | ------------------------------ | --------------- |
| 林家きく姫〇 | 2003年11月7日 - 2005年8月20日 | 2003年11月16日 - 2005年8月20日 | 第5回 - 第42回  |
| |                               |                                |                 |
| 橘家圓十郎〇 | 2005年1月8日 - 2005年6月25日  | 2005年1月8日 - 2005年6月25日   | 第27回 - 第39回 |
| - 2005年6月4日（第38回）までは橘家亀蔵として出演。                                                                       |                               |                                |                 |
| コーナーレギュラー |                               |                                |                 |
| 名前 | 色紋付の色と着衣期間          | 出演期間                       | 出演回          |
| 春風亭勢朝〇 |                               | 2003年10月12日 - 2004年8月7日  | 第1回 - 第22回  |
| - 「勢朝の部屋」司会。                                                                                                   |                               |                                |                 |
| 3代目神田山陽〇 | 2003年10月12日 - 2004年8月7日 | 2003年10月12日 - 2004年8月7日  | 第1回 - 第22回  |
| - 「神田山陽のはじめて物語」司会。 - 2003年10月12日（第1回）から2003年12月28日（第12回）までは大喜利メンバーとして出演。 |                               |                                |                 |

## 主なコーナー
最終回までは、「こいつは凄芸!師匠と呼ばせて!!」、「落語」、「使ってみよう!落語ことば」、「大喜利」の四部構成であった。なお放送開始当初は、「大御所に聞く!芸能界の歩き方」と「演芸」というコーナーがあり、さらに大喜利の後に「勢朝の部屋」というコーナーが存在し、長らく五部構成であった。他にも「演芸」と「大喜利」の間に、「神田山陽のはじめて物語」というコーナーも存在する。
フリートーク
ナビゲーターの歌丸が最近起きた出来事を本家のメンバー及び笑点Jr.のメンバーの罵倒ネタを含めて語る。
こいつは凄芸!師匠と呼ばせて!!
凄い芸を持った名人・達人を呼び、大喜利メンバーがその芸に挑戦するコーナー。2005年（平成17年）4月2日から放送。
- 2007年（平成19年）4月からCSで放送される『笑点Jr.』に「こいつは凄芸!そいつは頂!!」として引き継がれている。

落語
その名の通り、落語を披露するコーナー。
- 本家『笑点』の大喜利メンバーや司会者もゲストとして出演をすることもある。

使ってみよう!落語ことば
落語の中に出てくる言葉を、日常生活の色々なシーンで使ってみたらどうなるか、大喜利メンバーらがコント形式で再現するコーナー。2005年（平成17年）1月8日から放送。
- 2006年（平成18年）10月14日の放送では、たい平が同年10月18日に発売するデビュー曲「芝浜ゆらゆら」を1コーラスで披露した。なおこの時は昇太が代わりにコーナー司会を担当した。
- 2007年（平成19年）4月からCSで放送される『笑点Jr.』にこのコーナーが引き継がれている。

大喜利
出演者による大喜利のコーナー。

### 終了したコーナー
演芸
お笑い芸人が芸を披露するコーナー。
- 芸歴の長いベテラン芸人から注目の若手芸人まで幅広く、ジャンルも漫才、漫談、コント、マジックなど多岐にわたっている。
- 桜塚やっくんがかつて組んでいたコンビ『あばれヌンチャク』としては最後のテレビ出演をした。
- 2004年（平成16年）は、落語と週替わりで放送していたため、演芸ゲストを2組出していたことがあった。

大御所に聞く!芸能界の歩き方
勢朝の部屋
神田山陽のはじめて物語

### エンディング
番組のエンディングでは、ナビゲーターを務める歌丸も今週放送の大喜利の問題3問のうちの1問だけ答える。

## 舞台装置
横浜にぎわい座での寄席で使われる寄席囲い使用の舞台を使用しており、後の『笑点Jr.』でも引き続き使用している。
当初は舞台上部に「BS笑点」と書かれた額を飾っていたが、地上波での放送が始まって以降、それに配慮するため、横浜にぎわい座でよく飾られている「笑門来福」と書かれた額に変わっている。

## 番組史
- 2003年（平成15年）
  - 10月12日　『BS笑点』放送開始。放送時間は19:00〜20:00。
- 2004年（平成16年）
  - 4月3日　放送時間が19:00〜19:54に変更。放送形式が新作とその再放送をそれぞれ隔週に放送するという形式に変更。「神田山陽のはじめて物語」がスタート。
- 2005年（平成17年）
  - 1月8日　「使ってみよう!落語ことば」がスタート。
  - 4月2日　「こいつは凄芸!師匠と呼ばせて!!」がスタート。
- 2006年（平成18年）
  - 5月27日・6月10日　セイラが仕事上の都合で休演。本家『笑点』に出演している山田隆夫が座布団運びを務めた。
- 2007年（平成19年）
  - 2月17日　新作放送での『BS笑点』最終回、『笑点Jr.』へ移転。
  - 3月31日　再放送での『BS笑点』最終回。

## 地上波での放送
地上波では、BS日テレで何ヶ月か前に放映されたものを『笑点Jr.』と題して、「こいつは凄芸!師匠と呼ばせて!!」と「大喜利」の2コーナーのみを抜き出した形で放送している。2005年（平成17年）10月にテレビ新潟で放送されて以降、日本テレビ系の多くの地上波地方局でも放送された。2009年12月以降は穴埋めの単発放送のみになった。

### ネット局
※放送時間はすべてJST表記。
| 過去のネット局 | 過去のネット局          | 過去のネット局         | 過去のネット局 | 過去のネット局 |
| 放送対象地域   | 放送局                  | 最終回時点での放送時間 | 過去の放送時間 | 放送期間 |
| -------------- | ----------------------- | ---------------------- | --- | --- |
| 宮城県         | ミヤギテレビ（MMT）     | 毎週水曜日9:55〜10:25  | | 2006年（平成18年）1月〜3月 |
| 愛媛県         | 南海放送（RNB）         | 毎週火曜日16:21〜16:50 | | 2006年（平成18年）10月〜2007年（平成19年）3月 |
| 福岡県         | 福岡放送（FBS）         | 放送時間不明           | | 放送期間不明 |
| 新潟県         | テレビ新潟（TeNY）      | 毎週水曜日09:55〜10:25 | 毎週月曜日9:55〜10:25 （2005年10月〜2006年4月） 毎週月曜日15:50〜16:20 （2006年12月〜2007年2月） 毎週月曜日09:55〜10:25 （2007年4月23日〜2008年3月24日） | 2005年（平成17年）10月〜2006年（平成18年）4月 2006年（平成18年）12月〜2007年（平成19年）3月 2007年（平成19年）4月23日〜2008年（平成20年）3月24日 2008年（平成20年）4月30日〜2009年（平成21年）3月25日 |
| 山口県         | 山口放送（KRY）         | 毎週金曜日10:00〜10:30 | 毎週水曜日9:55〜10:25 （2006年4月〜12月、 2008年4月16日〜2009年2月） 毎週水・木・金曜日9:55〜10:25 （2009年3月）                                         | 2006年（平成18年）4月〜12月 2008年（平成19年）4月16日〜2009年（平成21年）4月 |
| 山形県         | 山形放送（YBC）         | 毎週日曜日16:25〜16:55 | 毎週金曜日10:25〜10:55 （2006年4月〜12月） | 2006年（平成18年）4月〜12月 2008年（平成20年）10月5日〜2009年（平成21年）4月18日 |
| 長野県         | テレビ信州（TSB）       | 毎週火曜日10:25〜10:55 | 毎週火曜日9:55〜10:25 （〜2008年11月） 毎週水曜日9:55〜10:25 （2008年12月〜2009年3月）                                                                   | 2006年（平成18年）4月〜2009年（平成21年）10月 |
| 鳥取県・島根県 | 日本海テレビ（NKT）     | 毎週水曜日9:55〜10:25  | | 2006年（平成18年）4月〜2009年（平成21年）3月 |
| 北海道         | 札幌テレビ（STV）       | 毎週日曜日7:30〜8:00   | 不定期放送 （2007年10月〜2009年3月） | 2009年（平成21年）11月1日〜12月27日 |
| 静岡県         | 静岡第一テレビ（SDT）   | 毎週金曜日10:40〜11:10 | | 2007年（平成19年）10月〜2009年（平成21年）3月 |
| 鹿児島県       | 鹿児島讀賣テレビ（KYT） | 毎週日曜日13:00〜13:30 | | 2006年（平成18年）4月〜2009年（平成21年）3月 |

その他、穴埋めとして単発放送を行う放送局もある。